# Didelphis
Didelphis (česky vačice, toto jméno je však používáno pro větší množství rodů) je úspěšný rod amerických vačnatců. Dosahují hmotnosti 0,5–2,0 kg, resp. až 7 kg v případě vačice virginské.

## Systematika
Jde o první popsaný rod vačnatců a typový rod vačic. Švédský přírodovědec Carl Linné v přelomovém 10. vydání svého díla Systema naturae, jež je považováno za počátek zoologického názvosloví, v rámci rodu Didelphis klasifikoval hned několik druhů vačic, přičemž rod samotný dnešním pohledem paradoxně sdružoval společně s hmyzožravci, pásovci a prasaty.
Současná systematika rozeznává šest druhů vačic rodu Didelphis:
- Didelphis albiventris Lund, 1840 – vačice bělobřichá, výskyt ve východní a jižní Brazílii, jihovýchodní Bolívii, Paraguayi, Uruguayi a severní a východní Argentině;
- Didelphis aurita Wied-Neuwied, 1826 – vačice ušatá, výskyt v jihovýchodní Brazílii, jihovýchodním Paraguayi a severovýchodní Argentině (Misiones);
- Didelphis imperfecta Mondolfi & Pérez-Hernández, 1984 – vačice pralesní, výskyt ve Venezuele, guayanském regionu a přilehlých částech Brazílie, případně ve východním Ekvádoru a severovýchodním Peru;
- Didelphis marsupialis Linnaeus, 1758 – vačice opossum, výskyt od severovýchodního a středního Mexika po střední Bolívii a severovýchodní Brazílii, též Karibské ostrovy;
- Didelphis pernigra J. A. Allen, 1900 – vačice andská, výskyt od severozápadní Venezuely po centrální Bolívii a možná i severní Argentinu;
- Didelphis virginiana Kerr, 1792 – vačice virginská; výskyt od jižního Ontaria po severní Kostariku a směrem západně po Colorado a Nové Mexiko, s některými zavlečenými populacemi (např. na západním pobřeží USA)

Vačice z rodu Didelphis některé systémy dělí na zástupce „bělouché“ a „černouché“. Mezi bělouché vačice spadá D. albiventris a od ní vydělené druhy D. pernigra a D. imperfecta, mezi černouché D. marsupialis a od ní vydělený druh D. aurita. Do 70. let 20. století se považovala za konspecifickou s D. marsupialis i zřejmě nejznámější D. virginiana.
Následující kladogram znázorňuje možné fylogenetické vztahy v rámci rodu Didelphis:

|  | D. aurita      |
|  |                |
|  | D. marsupialis |
|  |                |

|  | D. albiventris                                                |
|  |                                                               |
|  | \| \| D. imperfecta \| \| \| \| \| \| D. pernigra \| \| \| \| |
|  |                                                               |
|  | D. imperfecta                                                 |
|  |                                                               |
|  | D. pernigra                                                   |
|  |                                                               |

|  | D. imperfecta |
|  |               |
|  | D. pernigra   |
|  |               |

|  | D. aurita      |
|  |                |
|  | D. marsupialis |
|  |                |

|  | D. albiventris                                                |
|  |                                                               |
|  | \| \| D. imperfecta \| \| \| \| \| \| D. pernigra \| \| \| \| |
|  |                                                               |
|  | D. imperfecta                                                 |
|  |                                                               |
|  | D. pernigra                                                   |
|  |                                                               |

|  | D. imperfecta |
|  |               |
|  | D. pernigra   |
|  |               |

|  | D. aurita      |
|  |                |
|  | D. marsupialis |
|  |                |

|  | D. albiventris                                                |
|  |                                                               |
|  | \| \| D. imperfecta \| \| \| \| \| \| D. pernigra \| \| \| \| |
|  |                                                               |
|  | D. imperfecta                                                 |
|  |                                                               |
|  | D. pernigra                                                   |
|  |                                                               |

|  | D. imperfecta |
|  |               |
|  | D. pernigra   |
|  |               |

|  | D. aurita      |
|  |                |
|  | D. marsupialis |
|  |                |

|  | D. albiventris                                                |
|  |                                                               |
|  | \| \| D. imperfecta \| \| \| \| \| \| D. pernigra \| \| \| \| |
|  |                                                               |
|  | D. imperfecta                                                 |
|  |                                                               |
|  | D. pernigra                                                   |
|  |                                                               |

|  | D. imperfecta |
|  |               |
|  | D. pernigra   |
|  |               |

Sesterský taxon vůči celému tomuto kladu mohou představovat vačice rodu Philander. Vačice rodu Didelphis, resp. vačice virginská drží primát nejseverněji žijících vačnatců, s rozšířením až po jižní Kanadu. Kolonizace Severní Ameriky ze strany vačic proběhla až v rámci Velké americké výměny (GABI) po vzniku Panamské šíje.